# Lagting (historiskt)
Se även Lagtinget, för andra betydelser.
Lagting kallades i det forntida Norge de församlingar, som i de gamla norska lagdömena (tingslag) utövade rättsskipning. De skulle hållas varje år och bestod av ett visst antal nemndmenner (nämndemän) från vart fylke, vilka på fylkets ting utsågs av kungens tjänstemän. De utövade domsrätten i civila mål, dock med viss prövningsrätt för kungen, och instiftade till en början även nya lagar. Efter Magnus Lagaböters tid (1263–1280) tillskansade sig dock kungen alltmer lagstiftningsrätten. 
Bland nämndemännen tillsattes ett utskott, lagrettan, som enligt Magnus Lagabötes landslag skulle bestå av 36 personer. Inom detta utskott fördes de egentliga förhandlingarna, men dess beslut skulle godkännas av samtliga nämndemän. 
I takt med att lagtingen förlorade sin politiska betydelse blev de rena domstolar, där den dömande myndigheten övergick alltmer till den kungliga lagmanden, som enligt Magnus Lagabötes lag var tingets ordförande, medan nämndemännen bara blev hans bisittare. Lagabötes lag innebar att städerna Nidaros, Bergen, Oslo och Tønsberg fick egna lagting, och i takt med att antalet tingslagen (lagdömena) ökade, ökande även antalet lagting. De avskaffades 1747. 
Under medeltiden fanns det i Jämtland två parallella ting: det rättskipande lagtinget, som hölls på Sproteidet, samt det mer politiska och lagstiftande alltinget, Jamtamot.

### Not
1. ↑  Oscarsson, Bo. ”Lagtinget på Sproteidet”. http://www.bo-oscarsson.org/Lagtinget.html. Läst 12 augusti 2007.